# Tanzsprache

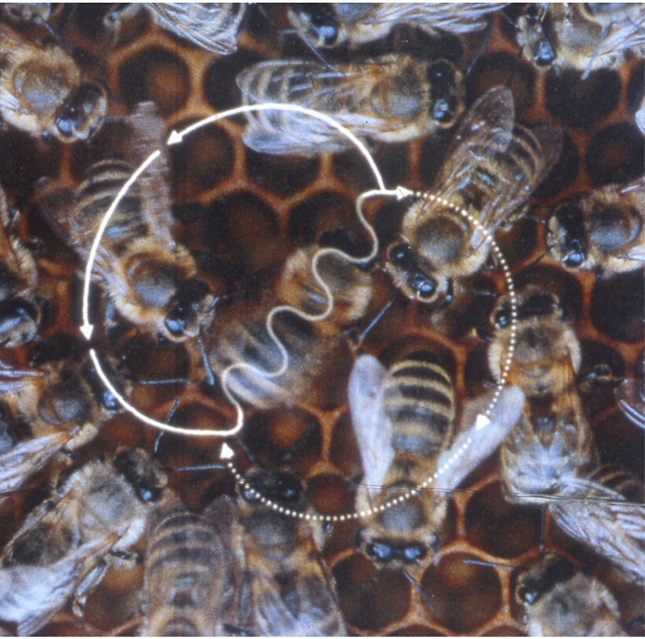
Schwänzeltanz der Westlichen Honigbiene

Die Tanzsprache ist eine der wesentlichen Kommunikationsformen der Honigbienen. Durch das Tanzen werden mehrere Arten von Informationen – unter anderem über Futterquellen (Trachtquellen) – vermittelt.

## Ausgangslage
Etwa 5 % der Flugbienen sind so genannte Kundschafterinnen. Diese haben die Aufgabe, in unbekannten Gebieten nach neuen Nahrungsquellen zu suchen. Diesen mit zahlreichen Gefahren verbundenen Part übernehmen ausschließlich jene Bienen, die bereits relativ am Ende ihrer Lebenserwartung stehen und deren Verlust für den Bienenstock kein großes Risiko mehr darstellt. Die Mehrzahl der Sammlerinnen bleibt für den Fall, dass eine neue Nahrungsquelle gefunden wurde, deren rasche Abarbeitung nötig ist, wartend im Stock.
War eine solche Kundschafterin mit ihrer Suche erfolgreich, so übergibt sie bei der Rückkehr ihre Ausbeute, beispielsweise den gesammelten Nektar, an Stockgenossinnen. Hat dieser eine ausreichende Qualität und herrscht Bedarf im Stock, wird die Kundschafterin von diesen Vorkosterbienen durch energische Fühlerkontakte dazu angeregt, den Fundort ihrer Beute den wartenden Sammlerinnen mitzuteilen, was bei ca. 10 % der heimkehrenden Kundschafterinnen der Fall ist.
Dies geschieht durch sogenannte Tänze, bei denen die Bienen auffällige und charakteristische Bewegungsmuster, die den Tänzen ihren Namen gaben, im Stock ausführen.
Auch beim Schwärmen spielt das Vortanzen zum Finden und Auswählen eines geeigneten neuen Nistplatzes eine entscheidende Rolle. Wenn sich ein Bienenvolk vermehren will, entsteht ein Bienenschwarm.

## Informationsgehalt
Mit diesen Tänzen werden den wartenden Sammlerinnen von der Tänzerin im Wesentlichen vier verschiedene Informationen über die Rohstoffquelle mitgeteilt:
- die grundsätzliche Tatsache, dass Ressourcen in einer ausreichenden Menge gefunden wurden sowie die Aufforderung, ebenfalls dort zu sammeln;
- die Art des gefundenen Rohstoffs (per Geruch und Geschmack);
- Ergiebigkeit und Qualität der Quelle (per Intensität des Tanzes);
- die Lage des Fundorts vom Stock aus gesehen (per Entfernungs- und Richtungsangabe, nur beim Schwänzeltanz).

Die Tänze sind dabei für alle von Flugbienen gesammelten Rohstoffe bis auf minimale Unterschiede gleich; am häufigsten weist ein solcher Bewegungsablauf jedoch auf eine Nahrungsquelle hin (z. B. Nektar, Pollen, Honigtau oder Wasser).

## Tanzformen
Je nach Entfernung der Futter- oder Rohstoffquellen wird ein Fund durch verschiedene Tänze angegeben. Für Quellen in der näheren Stockumgebung (bis ca. 100 m) findet hauptsächlich der Rundtanz Anwendung, für alle weiter entfernt liegenden Quellen verwenden die Bienen den Schwänzeltanz. Die Tänze geben immer nur ein (jedoch recht genaues) Zielgebiet an, in dem sich die Bienen, sobald sie es erreicht haben, hauptsächlich an Gerüchen orientieren.

### Rundtanz
Der Rundtanz stellt die einfachere und geschichtlich gesehen wahrscheinlich ältere, aber auch die ungenauere Form der beiden primären Tanzarten dar. Der Fundort des Futters wird nicht direkt angegeben, die Sammlerinnen erfahren lediglich, dass sich die Quelle in der Nähe des Bienenstocks befindet.
Beim Rundtanz läuft die Biene für bis zu drei Minuten in einem kleinen Kreis (Radius ca. 1–2 cm) umher und ändert dabei etwa nach einer kompletten Umdrehung ihre Drehrichtung. Sie erregt damit die Aufmerksamkeit anderer Sammlerinnen (meist zwei bis drei Individuen), die nun mit ihren Fühlern möglichst nahe am Hinterleib der Tänzerin bleiben und ihre raschen Bewegungen mitverfolgen. Durch den engen Fühlerkontakt nehmen die nachlaufenden Sammlerinnen den Geruch der besuchten Pflanze wahr. Gelegentlich würgt die Tänzerin dabei auch zusätzliche Nektartropfen hervor, welchen die Nachtänzerinnen ablecken und somit auch den Geschmack erfahren.
Nach dem Ende des Tanzes machen sich die Nachtänzerinnen zielstrebig auf die Suche nach dem Futter, wobei sie sich hauptsächlich anhand des ihnen mitgeteilten Duftes orientieren.
Bevor die Kundschafterin selbst zur erneuten Suche an einen neuen Ort aufbricht, wiederholt sie ihren Tanz noch an zwei bis drei weiteren Stellen im Stock, wo die Informationen ebenfalls an wartende Tiere übergeben werden. Kehren diese nach ihrem Flug zur Quelle zurück, geben sie den Fundort in der gleichen Weise wie die ursprüngliche Entdeckerin weiter, solange bis der Futterfundort vollständig ausgebeutet ist oder kein Bedarf mehr besteht.

### Schwänzeltanz
Liegen die Futter- oder Ressourcenquellen weiter vom Stock entfernt, ändert sich die Art der Informationsübertragung bei der Rückkehr der Flugbienen. Um ein möglichst schnelles und damit effizientes Wiederfinden eines Ortes im bis zu mehrere Kilometer messenden Einzugsgebiet des Baus zu gewährleisten, muss dessen räumliche Lage viel präziser als nur über seinen groben Abstand angegeben werden. Dies geschieht durch den so genannten Schwänzeltanz.

#### Entstehung
Die Bienenforschung geht mittlerweile davon aus, dass der Schwänzeltanz anfänglich nicht wie heute primär bei der Nahrungssuche, sondern zunächst beim Ausschwärmen (Vermehrung eines Volkes) Anwendung fand. Die Futterquellen wurden wahrscheinlich ausschließlich über den Rundtanz angegeben. Beim Ausschwärmen werden mögliche neue Nistplätze auf der sog. Bienentraube mit einem Schwänzeltanz angegeben, der jedoch anders als bei der Futtersuche, in der Horizontalen stattfindet. Da hierbei nicht nur das Leben eines Tieres, sondern des ganzen Volkes auf dem Spiel steht, und darüber hinaus ein Nistplatz keinen Duft oder andere leicht wahrnehmbare Merkmale aufweist, ist es nur logisch, dass die Ortsangabe sehr genau erfolgen muss. Vermutlich hat sich dieser Tanz aufgrund der Vorteile dieses präzisen Angabesystems dann auch bei der Nahrungssuche etabliert, jedoch ohne den Rundtanz gänzlich zu verdrängen.

#### Ablauf

Deutung des Schwänzeltanzes

Wie beim Rundtanz wird zunächst von den Vorkosterinnen entschieden, ob die heimgekehrte Biene ihren Fund anderen mitteilen soll. Ist dies der Fall, beginnt Letztere – meist etwa in der Stockmitte – mit ihren charakteristischen Bewegungen, um die Informationen zu verbreiten. Dieser folgende Tanz besteht aus dem Rundlauf sowie dem Schwänzellauf. Beim Schwänzellauf läuft die Biene zunächst unter heftigem seitlichem Vibrieren des Hinterleibs (Schwänzeln) wenige Zentimeter geradeaus. Anschließend kehrt sie beim Rundlauf in einem Bogen zum Ausgangspunkt des Schwänzellaufes zurück. Von dort beginnt der Schwänzellauf dann erneut, worauf wieder der Rundlauf folgt, nun jedoch in die entgegengesetzte Richtung. Hierbei wird die Tänzerin ebenfalls wie beim Rundtanz von drei bis vier Sammlerinnen verfolgt, welche sich währenddessen so anordnen, dass sie mit ihren Antennen die Schwänzelbewegungen der Tänzerin gut registrieren können.
Entscheidend sind von der Tänzerin in Impulsen abgegebene Laute, ohne welche die anderen Sammlerinnen nicht nachfolgen würden. Diese Signale haben eine Frequenz von 240–260 Hz und werden mit der enormen Lautstärke von ca. 110 dB während des Schwänzellaufs ausgesendet. Dennoch ist dieses Geräusch für Bienen auf der gleichen Wabe nur wenige Zentimeter weit hörbar, da der größte Teil des Schalls von den Flügeln aus vertikal statt horizontal abgesendet wird und somit eine Schallglocke entsteht, in welcher die Lautstärke seitlich mit der dritten Potenz abnimmt.
Dieser Schall wird von der Biene mit ihrer Flugmuskulatur produziert, welche sich dabei in einer Art Leerlauf befindet. Die Schallfrequenz entspricht deshalb der durchschnittlichen Flügelschlagfrequenz. Westliche Honigbienen reagieren mit ihrem Gehör dabei auf die sog. Schallschnelle, (Oszillationsgeschwindigkeit der Luftmoleküle) während andere Tiere oder z. B. Menschen auf den Schalldruck (Druckschwankungen des Schallmediums) ansprechen. Darum ist die Anzahl und die Abfolge der Schallimpulse von größerer Bedeutung als ihre Länge oder Frequenz. Die Abfolge der Schallimpulse ist dabei nicht von der Frequenz des Schwänzelns abhängig.
Neben den Schallimpulsen in der Luft werden während des Schwänzellaufes zudem Vibrationen mit derselben Frequenz über das Wachs der Waben weitergegeben. Teilweise wird auch von dem Schwänzelstand statt -lauf gesprochen, da das Insekt hierbei die meiste Zeit einen sehr stabilen Kontakt zur Wabe hat.

#### Ortsangabe
Der Fundort wird über zwei für Bienen ohne großen Aufwand messbare Attribute angegeben: zum einen die Entfernung zum Stock sowie zum anderen die Richtung zur Quelle vom Stock aus gesehen (Polarkoordinaten).
Die Distanz wird anhand der für den Flug benötigten Energie sowie des während des Fluges erfahrenen optischen Flusses bestimmt. Der optische Fluss bezeichnet dabei die Häufigkeit der abrupten Änderungen des Erscheinungsbildes der Umgebung (z. B. Übergang zwischen Weide und Wald). Der Energieaufwand wird von den Tieren durch die während des Fluges resorbierte (verbrauchte) Nahrung mithilfe von Rezeptoren in der Honigblase gemessen. Aus diesen Werten wird von der Biene die Entfernung ermittelt und diese von ihr bei der Rückkehr in ein spezifisches Tanztempo übersetzt.
Je mehr Umdrehungen das Tier pro Zeitspanne macht, desto näher liegt die Futterquelle. Bei zunehmender Entfernung vom Bienenstock zur Futterquelle schwänzeln die Bienen im Mittelstück des Tanzes heftiger und der Ablauf des Schwänzeltanzes dauert folglicherweise länger.
Die Richtung zum Futterfundort wird immer relativ zum Sonnenstand angegeben. Dies funktioniert auch bei trübem Wetter, die Position der Sonne wird von den Tieren anhand der Polarisationsrichtung des Lichts am Himmel auch durch Wolken hindurch wahrgenommen. Im seltenen, dafür einfacheren Fall, dass die Bienen auf horizontaler Fläche tanzen, zeigt der Schwänzellauf des Tanzes direkt in Richtung der Futterquelle. Der Winkel zur Sonne kann so von den dort wartenden Flugbienen sofort übernommen werden.
Bei der Rohstoffsuche sind Tänze auf horizontaler Fläche jedoch eine Seltenheit. Normalerweise findet die Informationsübergabe im Dunkeln des Baus in der Vertikalen statt. Hierbei repräsentiert ein direkt nach oben gerichteter Schwänzellauf eine Quelle in Richtung der Sonne, eine Rotation des Laufes um einen Winkel α steht für eine Flugrichtung um α gegen den Sonnenstand. Wo genau im Stock oben ist, erkennen die Tiere anhand der Schwerkraft und des Erdmagnetfelds. Selbst bei einer künstlichen Neigung des Stocks bis auf ca. 15° zur Horizontalen können die Tiere damit genaue Angaben machen.
Die Richtungsangaben der Tänze beziehen sich immer auf die Horizontale. Informationen darüber, in welcher Höhe sich eine Quelle befindet, werden von den Tieren nicht übermittelt, da die Hauptnahrungslieferanten wie z. B. Blumen stets in Bodennähe auftreten. Versperrt ein Hindernis wie z. B. ein Bergrücken den direkten Weg zu einer Futterquelle, geben die Insekten nicht etwa ihren geflogenen Weg an, sondern übermitteln die direkte Richtung zu diesem Ort, was eine enorme kognitive Leistung darstellt. Die nachfolgenden Bienen überfliegen das Hindernis zunächst dementsprechend geradlinig. Sobald ihnen die Gegend bekannt ist, suchen sie selbst einen besseren oder einfacheren Weg.

#### Genauigkeit
In Stufen- und Fächerversuchen wurde gezeigt, dass der überwiegende Teil der Sammlerinnen auch am angegebenen Ort sucht. Die bestehenden Abweichungen ergeben sich zum einen dadurch, dass jede Biene die ihr übergebenen Informationen individuell interpretiert und zum anderen durch äußere Faktoren. So kann sich z. B. schon vor dem angegebenen Ort eine andere lohnendere Futterquelle befinden.
Neuere Forschungen zeigen, dass die Präzision der Signalübermittlung beim Schwänzeltanz durch Schlafentzug und damit durch Übermüdung der Bienen beeinträchtigt werden kann.
Da die Tanzbewegungen nur grobe Zielangaben enthalten, Rekruten aber punktgenau an dem neuen Ziel eintreffen, für das die Tänzerinnen werben, ergibt sich die Frage, wie ein ungenauer Input (der Tanz) zu einem genauen Resultat (dem Eintreffen am Ziel) führen kann. Dieses Problem löst sich auf, wenn man den Tanz als lediglich ein Glied in der Kette von Verhaltensweisen begreift, die nicht auf den Bienenstock beschränkt bleiben, sondern draußen im Feld ihre Fortsetzung finden. Honigbienen verhalten sich auch außerhalb des Stockes sozial. Auch im Feld wird interagiert und kommuniziert.

## Erforschung
Der Bienentanz wurde bereits von Aristoteles beschrieben. Erste weiterführende Untersuchungen wurden erst viel später vom Verhaltensforscher Karl von Frisch um 1920 durchgeführt. In dieser Zeit war von Frisch noch nicht bekannt, dass der Schwänzeltanz Informationen über Richtung und Distanz einer Nahrungsquelle enthält. Er vertrat die Meinung, dass der Schwänzeltanz nur von Pollensammlerinnen und der Rundtanz nur von Nektarsammlerinnen vollführt werden. Nach von Frisch bestand die Hauptaufgabe des Tanzes in der Übermittlung des Nahrungsgeruchs und der Ankündigung einer ergiebigen Nahrungsquelle.
Erst eine Änderung des experimentellen Aufbaus seiner Fütterungsexperimente 20 Jahre später ermöglichte ihm die Entschlüsselung des Schwänzeltanzes. In den Jahren 1944 und 1945 begann von Frisch, Futter in einer Entfernung von mehr als 100 m anzubieten, was bei allen Sammlerinnen, ob Nektar- oder Pollensammlerin, Schwänzeltänze verursachte. 1973 erhielt er vor allem für die Entschlüsselung des Tanzes den Nobelpreis. Inzwischen gelang es auch, mit einem Roboter den Bienentanz nachzuahmen und so die Bienen in eine bestimmte Richtung loszuschicken.
Neuere Forschungen konnten durch Einsatz der Gaschromatographie mit Massenspektrometrie-Kopplung einzelne Substanzen aus der Gruppe der Alkane (Tricosan und Pentacosan) und Alkene (Tricosen und Pentacosen) als Semiochemikalien (Botenstoffe) identifizieren.
Früher wurde vermutet, dass eine Arbeiterin, die eine große Strecke zurücklegen musste, bei der Ankunft erschöpfter ist, als eine Biene, die Nahrung in der Nähe gefunden hat, weshalb der Tanz weniger intensiv vorgetragen wird. Diese Angabe ist inzwischen nach Untersuchungen von Jürgen Tautz (Universität Würzburg) überholt. Danach registrieren die Bienen die Bewegungsmuster der im Flug vorbeiziehenden Bilder. Der Flug über eintönige Strecken (Felder) wird als kürzer interpretiert als der Flug z. B. zwischen dicht stehenden Bäumen.
Viele Insektenarten sind in der Lage, sich am Sonnenstand zu orientieren und eine bestimmte Richtung einzuhalten, indem sie sich in einem bestimmten Winkel zur Sonne bewegen. Bei Laufkäfern konnte nachgewiesen werden, dass sie sich in Abwesenheit von Licht an der Senkrechten orientieren. Dazu wurden sie auf eine kippbare waagerechte Unterlage gesetzt. Wenn sie in eine bestimmte Richtung liefen, wurde das Licht ausgeschaltet und gleichzeitig die Unterlage senkrecht gekippt. Die Käfer änderten ihre Richtung und liefen im gleichen Winkel zur Senkrechten weiter, den sie vorher zur Lichtquelle eingehalten hatten.
Der Fähigkeit, zwischen der Sonne und Winkel zur Senkrechten einen Zusammenhang zu bilden, scheint also bei ihnen weiter verbreitet zu sein. Um zu untersuchen, ob es auch bei Bienen diesen Zusammenhang gibt, wurde im normalerweise dunklen Bienenstock eine Lichtquelle installiert. Daraufhin wurde die Richtung beim Schwänzeltanz relativ zur Lichtquelle angegeben. Wenn man einer zurückkehrenden Arbeiterbiene die Augen mit Schellack verklebte, so dass sie die Lampe nicht sehen konnte, orientierte sie sich an der Senkrechten. Alle anderen Bienen interpretierten den Tanz aber relativ zur Lichtquelle – und flogen in die falsche Richtung.
Vermutlich wurde der Schwänzeltanz ursprünglich vor dem Stock aufgeführt und die tatsächliche Richtung zur Sonne angegeben. Später wurde er ins Innere des Stocks verlegt und dabei die bereits vorhandene Fähigkeit zur Umorientierung ausgenutzt.
Die Frage zur Eindeutigkeit und Aussagekraft des Schwänzeltanzes ist Gegenstand laufender Untersuchungen. Die Ungenauigkeit der Tänze dokumentierte beispielsweise eine Arbeit von Tanner und Visscher aus dem Jahr 2010. 2020 wurden in einer  Studie „Dialekte“ der Tanzsprache beschrieben.
Eine neue Analyse der Datenlage der letzten hundert Jahre Kommunikationsforschung bei Honigbienen führt zu einem alternativen Modell, das im Gegensatz zum klassischen Modell der Tanzsprache ohne innere Widersprüche und ohne Hilfshypothesen auskommt und zudem die berühmte „Tanzsprachenkontroverse“ auflöst. Die Rekrutierung zu einer Futterquelle wird dabei als dreistufiges Verhalten betrachtet:
- Stufe 1: Die ungenauen Tänze schicken die Rekruten in ein Zielgebiet.
- Stufe 2: Dort schließt sich eine Suchphase der Rekruten an.
- Stufe 3: Das Lockverhalten der erfahrenen Bienen (Brauseflüge) und die Düfte der Blüten führen die Neulinge zum Ziel.[8]

Durch die Polarisation des Lichtes, welche auch vom menschlichen Auge wahrgenommen werden kann (Haidinger-Büschel), ist es der Biene möglich, den Winkel auszumachen und so vorzutanzen. Die dafür notwendigen Sinneszellen liegen im Auge der Biene. Ist sie dem Maximum der Polarisation zugerichtet, so wird diese Zelle auch maximal erregt. So kann sich die Biene die Koordinaten einprägen. Die zeitliche Verschiebung, welche auch eine Verschiebung der Polarisation nach sich zieht, macht die Biene mit ihrem guten Zeitgedächtnis wett.